# كأس الاتحاد الصيني 2004
كأس الاتحاد الصيني 2004 (بالصينية: 2004年中国足协杯) هو موسم من كأس الاتحاد الصيني. كان عدد الأندية المشاركة فيه 29، وفاز فيه نادي شاندونغ لونينغ.